# Сен-Мартен-Везюби (кантон)
Сен-Марте́н-Везюби́ (фр. Saint-Martin-Vésubie) — упразднённый кантон во Франции, в регионе Прованс — Альпы — Лазурный Берег, департамент Приморские Альпы. Входил в состав округа Ницца. Код INSEE кантона — 0623.
До марта 2015 года в состав кантона Сен-Мартен-Везюби входило 2 коммуны, административный центр — коммуна Сен-Мартен-Везюби.

## Состав кантона
| Коммуна           | Население, чел. (1999) | Почтовый индекс | Код INSEE |
| ----------------- | ---------------------- | --------------- | --------- |
| Венансон          | 123                    | 06450           | 06156     |
| Сен-Мартен-Везюби | 1098                   | 06450           | 06127     |

## Население
Население кантона на 2007 год составляло 1 469 человек.
| 1962 | 1968 | 1975 | 1982 | 1990 | 1999  | 2006 | 2007  | 2008 |
| ---- | ---- | ---- | ---- | ---- | ----- | ---- | ----- | ---- |
| —    | —    | —    | —    | —    | 1 221 | —    | 1 469 | —    |

По закону от 17 мая 2013 и декрету от 24 февраля 2014 года количество кантонов в департаменте Приморские Альпы уменьшилось с 52-х до 27-ми. Новое территориальное деление департаментов на кантоны вступило в силу во время выборов 2015 года. После реформы кантон был упразднён. Обе коммуны переданы в состав вновь созданного кантона Туррет-Леванс (округ Ницца).